# Malleola juliae
Malleola juliae är en orkidéart som beskrevs av P.O'byrne. Malleola juliae ingår i släktet Malleola och familjen orkidéer. Inga underarter finns listade i Catalogue of Life.